# تیم ملی بسکتبال اسواتینی
تیم ملی بسکتبال اسواتینی، نماینده اسواتینی در مسابقات بین المللی بسکتبال است. این تیم توسط فدراسیون بسکتبال اسواتینی (BASE) اداره می شود.
اسواتینی در سال ۲۰۰۰ به فدراسیون بین المللی بسکتبال (FIBA) پیوست. 